# Geothlypis trichas
La golagialla comune (Geothlypis trichas Linnaeus, 1766) è un uccello della famiglia dei Parulidi originario dell'America settentrionale e centrale.

## Tassonomia
Se ne riconoscono tredici sottospecie:
- G. t. trichas (Linnaeus, 1766) - Canada sud-orientale e Stati Uniti orientali (escluso il Sud-Est);
- G. t. typhicola Burleigh, 1934 - regioni interne degli Stati Uniti sud-orientali;
- G. t. ignota Chapman, 1890 - regioni costiere degli Stati Uniti sud-orientali;
- G. t. insperata van Tyne, 1933 - Texas meridionale (Stati Uniti centro-meridionali);
- G. t. campicola Behle e Aldrich, 1947 - regioni interne del Canada occidentale, Stati Uniti nord-occidentali e centro-settentrionali;
- G. t. arizela Oberholser, 1899 - regioni costiere del Canada occidentale, Stati Uniti occidentali e Messico nord-occidentale;
- G. t. occidentalis Brewster, 1883 - Stati Uniti centro-occidentali;
- G. t. sinuosa Grinnell, 1901 - California settentrionale (Stati Uniti occidentali);
- G. t. scirpicola Grinnell, 1901 - Stati Uniti sud-occidentali e Messico nord-occidentale;
- G. t. chryseola van Rossem, 1930 - Stati Uniti sud-occidentali e centro-meridionali e Messico centro-occidentale;
- G. t. melanops S. F. Baird, 1865 - Messico centrale;
- G. t. modesta Nelson, 1900 - Messico occidentale;
- G. t. chapalensis Nelson, 1903 - lago di Chapala nel Jalisco (Messico centro-occidentale).

## Descrizione
La golagialla comune è un piccolo uccello canoro con dorso, ali e coda oliva, gola e petto gialli e addome bianco. I maschi adulti hanno maschere facciali nere che si allargano fino ai lati del collo attraverso occhi e fronte, contornate sopra da una banda bianca o grigia. Le femmine hanno aspetto simile, ma hanno le regioni inferiori più chiare e sono prive di maschera nera. Gli uccelli immaturi sono simili nell'aspetto alle femmine adulte. I maschi del primo anno hanno una maschera nera sbiadita che scurisce completamente a partire dalla primavera.
Le tredici razze di questa specie differiscono soprattutto nel disegno facciale dei maschi e nella brillantezza del giallo delle regioni inferiori. Le forme sud-occidentali della specie sono quelle maggiormente variopinte e presentano le regioni inferiori di un giallo più intenso.

## Distribuzione e habitat
La golagialla comune nidifica in paludi, prati e altri habitat umidi dotati di una vegetazione bassa e fitta del Nordamerica, dall'Alaska, passando per il Canada, fino al Messico centrale. In inverno si sposta verso l'America Centrale e talvolta compare, come rara visitatrice accidentale, anche in Europa occidentale.

## Biologia
Habitat riproduttivi di questa specie sono le paludi e altre zone umide con una vegetazione bassa e fitta, ma può anche essere rinvenuta in altre aree con un fitto manto di arbusti. Tuttavia, questa specie è meno comune nelle zone aride. Le femmine sembrano prediligere i maschi dotati di maschere più grandi. I golagialla comuni nidificano ai piani inferiori della vegetazione, deponendo 3-5 uova in un nido a forma di coppa. Entrambi i genitori si dedicano all'alimentazione dei pulcini.
Le razze settentrionali sono migratrici notturne e svernano nelle zone meridionali dell'areale di nidificazione o in America Centrale e nelle Indie Occidentali. Le forme meridionali sono per lo più stanziali. Questa specie può fare la sua comparsa come rara visitatrice occasionale nell'Europa occidentale.
Questa specie si nutre di insetti, che cattura solitamente tra la fitta vegetazione, ma talvolta anche in volo a mezz'aria.
Il canto della golagialla comune è un rumoroso twichety twichety twichety twich. Il richiamo è un delicato jip.

### Migrazione
Le rotte migratorie della golagialla comune variano in base alla stagione e alla localizzazione. Durante la migrazione autunnale, tra agosto e ottobre, le golagialla comuni di Canada, Stati Uniti occidentali, orientali e centrali e delle regioni esterne agli Stati Uniti seguono tutte delle rotte migratorie uniche. Al termine della migrazione autunnale, gli adulti di entrambi i sessi e gli individui immaturi tendono a giungere a destinazione all'incirca nello stesso tempo. Differenze nei tempi e nei percorsi seguiti sono state riscontrate in questi stessi gruppi anche nella migrazione primaverile, tra i primi di febbraio e gli ultimi di maggio. Tuttavia, i maschi generalmente arrivano prima a destinazione delle femmine. Durante entrambe le migrazioni, molti uccelli dedicano gran parte del tempo al riposo nel corso di apposite soste. Alcuni esemplari rimangono nella propria stazione di sosta per alcune settimane o mesi, mentre altri vi restano solo pochi giorni prima di continuare il loro viaggio verso la meta finale.
Un luogo di studio sulle migrazioni della golagialla comune unico e degno di nota è l'isola di Appledore, nel Maine. Gli uccelli normalmente migrano verso quest'isola durante i mesi primaverili, manifestando un distinto aspetto di movimenti e di ecologia durante la sosta. Lo studio di questa migrazione tra aprile e giugno è stato effettuato dai ricercatori del Dipartimento di Biologia del Canisius College di Buffalo, New York. Gli uccelli che giungono sull'isola dopo la seconda volta vi arrivano prima degli uccelli che vi giungono per la prima volta. Ogni anno, in media, i maschi tendono ad arrivare sull'isola cinque giorni prima delle femmine e al loro arrivo pesano più di queste ultime. È possibile che i maschi vi giungano prima per poter insediarsi in territori prima dell'arrivo delle femmine. Questo potrebbe conferire loro un migliore accesso alle risorse e una maggiore probabilità di trovare una compagna. Tuttavia, entrambi i sessi rimangono circa una settimana sull'isola prima di ripartire.
Anche la migrazione in Florida è stata accuratamente studiata. In questo Stato, le golagialla comuni vengono avvistate più spesso nella regione peninsulare meridionale che nel panhandle settentrionale, più vicino al cuore degli Stati Uniti. Il picco migratorio nella regione si registra tra l'ultima settimana di settembre e la seconda settimana di ottobre. Non sappiamo molto riguardo alla migrazione primaverile in Florida, ma le sue caratteristiche sembrano simili a quelle della migrazione autunnale.
Ulteriori studi sono necessari per comprendere le abitudini migratorie della specie in altre parti degli Stati Uniti.

## Conservazione
Nonostante una riduzione del numero di esemplari in alcune aree, dovuta alla perdita dell'habitat, la specie rimane tuttora molto comune.